# Давід Буц
Давід Буц (словац. Dávid Buc; 22 січня 1987, м. Попрад, ЧССР) — словацький хокеїст, лівий нападник. Виступає за Михайлівці у Словацькій Екстралізі.
Вихованець хокейної школи ХК «Попрад». Виступав за ХК «Попрад», «Руен-Норанда Хаскіс» (QMJHL), МХК «Кежмарок», ХК «Кошице», ХК «46 Бардейов».
У складі національної збірної Словаччини провів 5 матчів. У складі молодіжної збірної Словаччини учасник чемпіонату світу 2007. У складі юніорської збірної Словаччини — учасник чемпіонату світу 2005.
Досягнення
- Чемпіон Словаччини (2012).